# Radzanowo-Lasocin
Radzanowo-Lasocin – wieś sołecka w Polsce położona w województwie mazowieckim, w powiecie płockim, w gminie Radzanowo.
| SIMC    | Nazwa   | Rodzaj    |
| ------- | ------- | --------- |
| 0573799 | Parcele | część wsi |

Miejscowość zamieszkuje diaspora Kościoła Katolickiego Mariawitów, utrzymująca kontakt z parafią w Felicjanowie. Wierni odprawiają adorację ubłagania ostatniego dnia każdego miesiąca.
W latach 1975–1998 miejscowość administracyjnie należała do województwa płockiego.